# Irma Bunt
Irma Bunt est un personnage de fiction qui apparaît dans le livre Au service secret de Sa Majesté, dans lequel elle sert d'assistante à Blofeld ainsi que de chaperon aux anges de la mort pour s'assurer qu'elles ne s'éloignent pas de Piz Gloria.
Irma Bunt est une petite femme revêche, sans humour. C'est elle qui accueille James Bond à la gare, sous l'identité de Sir Hilary Bray, et qui l'accompagne à Piz Gloria, où dès le début, elle se montre très soupçonneuse à l'égard de celui-ci. Elle tend une embuscade à Bond lorsque celui-ci allait rendre une visite nocturne à Ruby Bartlett. Bien qu'elle n'apparaisse pas dans la scène d'assaut de Piz Gloria, c'est elle qui tue Tracy Bond à la fin du film.
Irma Bunt est jouée par l'actrice allemande Ilse Steppat (qui décéda peu après le tournage).
Irma Bunt refait surface dans la nouvelle de Raymond Benson, Le Spectre du passé où elle tue le fils de Bond et tente de le tuer à son tour. Mais elle échoue.

## Postérité
- Irma Bunt est une des inspirations (l'autre est Rosa Klebb) du personnage de Frau Farbissina, dans la série Austin Powers.